# Palacagüina
Palacagüina és un municipi de el departament de Madriz a la República de Nicaragua. Comprèn un total de 20 comunitats incloent el centre urbà dividit en quatre sectors.

## Geografia
El terme municipal limita a nord amb el municipi de Totogalpa, al sud amb els municipis de Condega i Pueblo Nuevo, a l'est amb el municipi de Telpaneca i a l'oest amb el municipi de Yalagüina. La capçalera municipal està situada a 193 quilòmetres de la capital de Managua.
La seva topografia és irregular, amb elevacions que varien des dels 500 als 850 msnm, tot i que la part central del municipi és força plana. Entre les muntanyes cala esmentar la Loma La Penya, amb 854 msnm. Palacagüina compta amb una flora semidesèrtica composta per herbes salvatges, arbustos i alguns arbres tals com quebracho, chilamate i guásimo de ternero. L'àrea boscosa s'ha anat reduint com a producte del despale.

## Naturalesa i clima
El municipi té un clima tropical sec (sabana tropical d'altura), amb temperatures que oscil·len entre els 25° i 26° C i variants de clima humit en l'època d'hivern. La precipitació oscil·la entre els 650 i 850 mm caracteritzant-se per una irregular distribució durant el període d'hivern.

## Economia
L'activitat econòmica predominant és l'agricultura, principalment grans bàsics per a autoconsum familiar, com ara: fesol, blat de moro i sorgo. L'activitat ramadera és una activitat secundària.

## Història
El municipi neix arran d'agrupacions natives chontales i matagalpes, que van venir seguint la pista del riu Grande de Matagalpa, on van formar les primeres famílies indígenes. L'origen del seu nom, en llengua chorotega-mexicana, significa «pobles de les faldilles del turó», de les veus nahuatlacas: "pal" que significa «vessant o faldilla», "apán", adverbi de lloc i "pica" que significa «poble o gent».
Va ser capital de la província colonial de Nicaragua a principis del segle xviii, essent governador Sebastián Arancibia y Sasi, que per motiu de les freqüents invasions de les tribus xicáques, zambos i monteñeses des de la costa atlàntica, es va establir a Palacagüina durant els mesos de juliol i agost de 1707 per a dirigir personalment les operacions de defensa i persecució dels invasors.
En 1854, Palacagüina va ser escenari de la guerra fratricida entre legitimistes i democràtics, les conseqüències de la qual van posar en perill la independència del país i l'estabilitat de l'Amèrica Central, a causa de la presència dels filibusters comandats pel nord-americà William Walker. En aquell temps va sorgir el primer alcalde de la vila de Palacagüina que va ser Samuel Cruz, oncle de Balvino Cruz qui compliria diferents funcions en el petit poble.
Durant la guerra antiimperialista d'Augusto César Sandino a la regió segoviana, entre els anys 1927 i 1931, es desenvoluparen importants enfrontaments armats en aquesta localitat per la presència de guerrillers comandats pel general Miguel Ángel Ortez, que va morir en combat.

## Cultura
Les festes locals se celebren el 22 d'agost. Una de les principals tradicions que s'ha mantingut entre la població, consisteix en incendiar, durant les nits de Dijous i Divendres Sant, la «Piedra del Sapo», una curiositat de la natura, situada dins del territori.